# Chilov
Chilov (em azeri:  Çilov adası, também escrito Zhiloy e Jiloi) é uma ilha fora da Península de Absheron, 55 km a leste de Bacu.

## Geografia
A ilha Chilov está localizada 25 km (16 mi) fora do extremo leste da Península de Absheron no Mar Cáspio, 100 km de Bacu.
Isto é 10 km de diâmetro e tem uma forma irregular com vários promontórios e enseadas. Sua maior elevação é 8 metros.

Administrativamente a ilha Chiloy pertence ao distrito cazar de Bacu.

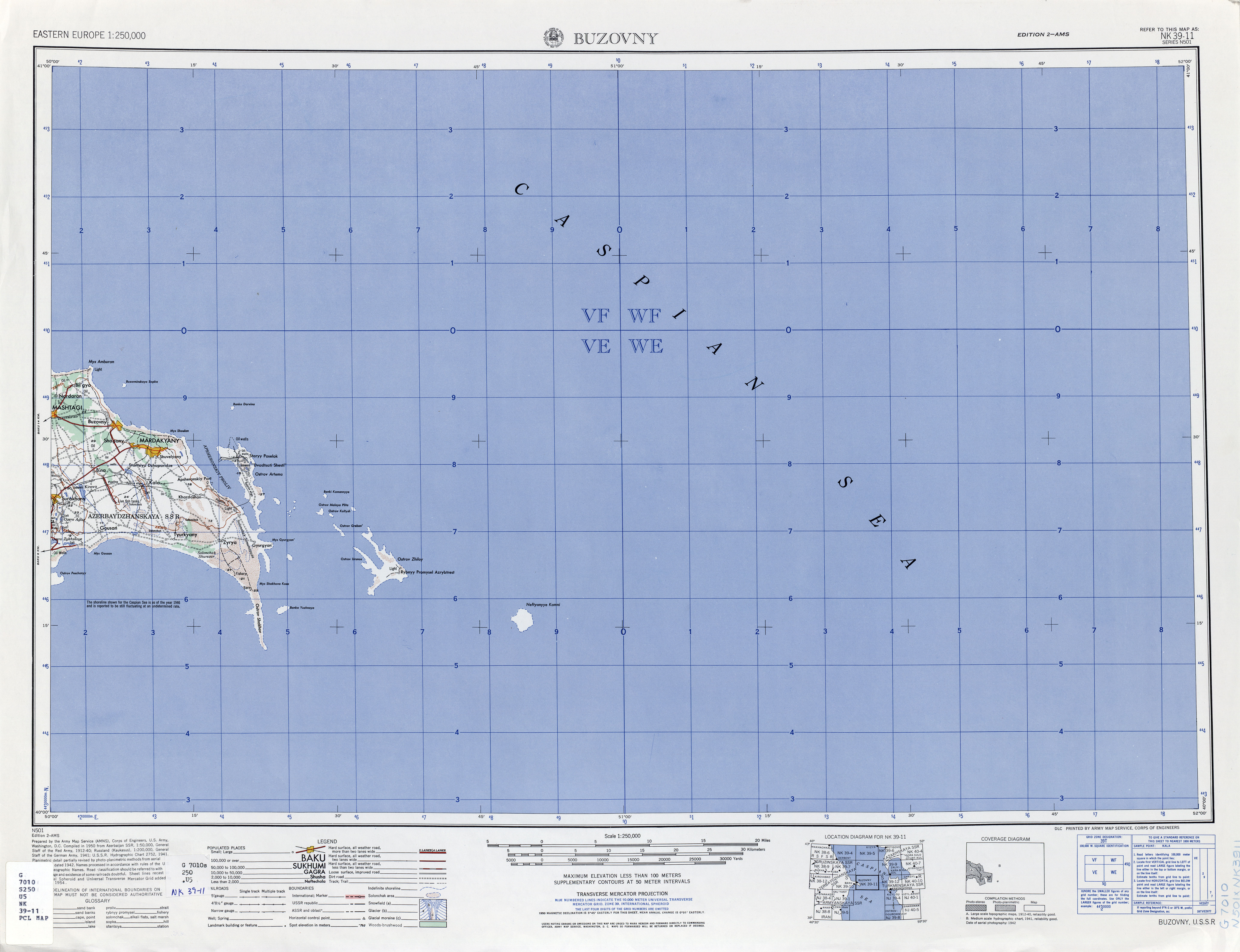
Mapa da Península de Apsheron com a Ilha Zhiloy fora da ponta leste.

## História
Óleo e depósitos de gás foram descobertos perto da ilha de Chilov pelo contramestre do conde francês Mark Voynovich enquanto ele conduzia uma expedição ao Mar Cáspio em 1781.

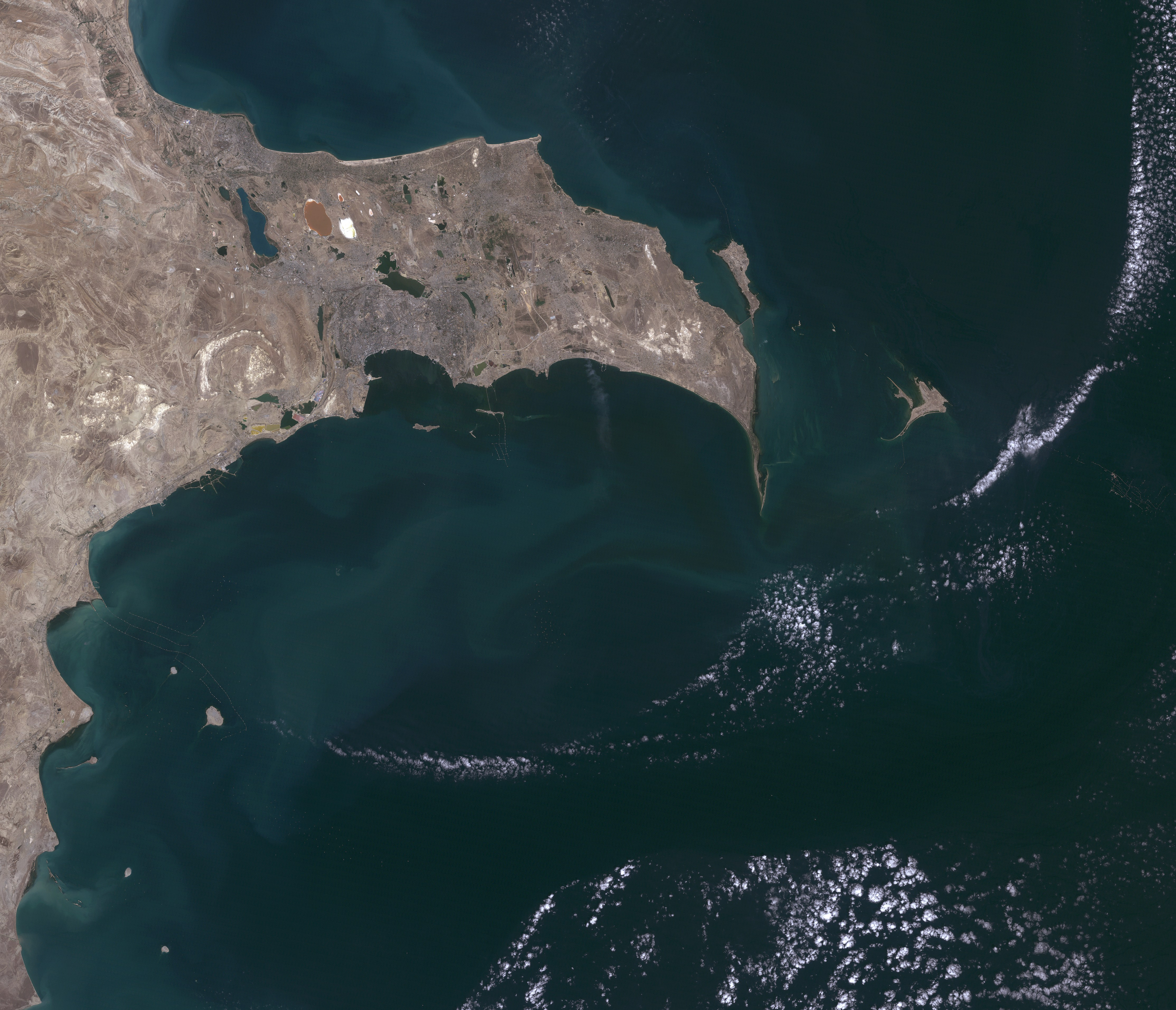
Baku, Azerbaijan